# Туркменська музика
Туркменська музика, музична культура туркменів, зародилася в глибокій давнині.
При розкопках столиці Парфянського царства (3 ст. до н. е.) Ніси знайдені стародавні питні посудини у вигляді рогу — ритони з зображеннями людей, які грають на різних музичних інструментах типу грецького авлосу, кіфари, ліра. У туркменському фольклорі збереглися легенди елліністичного походження, пов'язані з грецькими міфами і історичними особистостями. Так, Платону приписується створення популярного народного інструменту дутар, а одне з оповідань про Александра Македонського оповідає про виникнення духового інструменту тюйдука. Музичне життя доісламського середньовіччя (4-7 ст.) відображено в археологічних пам'ятниках Серахса, Мерва.
Початок формування туркменської музики сягає 6-7 ст., коли складається ядро туркменської народності. Історія зберегла ім'я наодного співака Бабагамбара (7 ст.), відомості про туркменську музику містяться у творах Аль-Фарабі, Аль-Кінді, Ібн Сіни, Сафі-ад-Діна аль-Урмаві (9-13 ст.). Високого рівня досягло музичне мистецтво у державі Сельджуків, особливо в правління султана Санджара (11 −12 ст.), творчі змагання музикантів у палацах феодальної знаті і на народних святах. Татаро-монгольська навала і походи Тимура (13-14 ст.) завдали великої шкоди національній культурі, країна була спустошена, міста зруйновані. Відтиснуті в безводну пустелю туркменські племена понад 500 років жили у відособленості від сусідніх народів. Це зумовило
своєрідність і самобутність шляху туркменської музики, що зберегла ряд найдавніших рис.

## Народна музика
Туркменська музика не має уніфікованої системи ладів, властивої східним музичним культурам (азербайджанській, іранській та ін.) Звукоряди не відрізняються стабільністю, а нечисленні позначення ладів, що існують у народному мистецтві (кирклар, новайі), залежно від контексту належать до різних звукорядів. Улюблені пониження ступенів призводять до виникнення хроматизмів, деколи руйнують діатонічну основу ладу. Діапазон мелодії різноманітний — від тетрахорду до півтора октав і більше. В інструментальному двоголоссі стійкими елементами є кварто-квінтові і секундові поєднання, а терції і сексти зазвичай використовуються як прохідні на слабкій долі. Ймовірно, це стародавня традиція музичної практики, в якій терції і сексти ще не оформилися як консонанси. Важливим чинником інтонаційного розгортання є мелізматика, представлена рядом вокальних і інструментальних прийомів.
Туркменська музика відрізняється пануванням змінного метра, складних і складених розмірів при різноманітному сполученні ритмічних ланок парної і непарної будови — 5/8, 7/8 тощо У ній відбилися як особливості туркменської мови та віршування, так і ритмічна сторона типових явищ життя й побуту (килимарство, збір бавовни, ритми скачок).
Народна туркменська музика включає обрядові, календарні, трудові, ліричні пісні. Серед її жанрів — колискові (хувді), дівочі ліричні (ляле), весільні (яр-яр). Оригінальний вокально-танцювальний жанр зікр — ритуальне заклинання злих духів (очевидно, доісламського походження). Похідний від зікра танець кушт-депме, поширений на заході країни — єдиний відомий зразок народного танцю. Побутують народні інструменти: дутар (струнно-щипковий, 2-струнний), гіджак (струнно-смичковий; виступає в ансамблі з дутар), тюйдук, діллі-тюйдук, гопуз (духові). Характерна відсутність ударних.
Народно-професійне мистецтво досягло високої досконалості у творчості бахши — співаків, що акомпанують собі на дутарі (в сучасній практиці спів бахши зазвичай супроводжує дует — дутар і гіджак). Бахші виконують дестани (оповіді) на класичні теми східної і національної поезії- «Кьор-огли», «Лейлі і Меджнун», «Шасенем і Гариб», «Зохре і Тахір» та інші, айдими (пісні) на слова туркменських поетів (напр. Махтумкули-Фраги). Среди відомих бахши — Нобатніяз, Алі, Вейран, Дурди, Човдур, Кель, Шукур, Сари (19 — нач. 20 вв.), Т. Суханкулієв, П. Сариєв, М. Тачмурадов, С. Джепбаров, Г. Угурлиев, Д. Сапар, О. Нобатов, Н. Гулов, X. Аннамурадов (20 в.).
Як і в мистецтві інших народів Середньої Азії, в туркменському професійному мистецтві поширений термін мукам, проте в туркменському мистецтві він має лише жанрове значення — мукамом тут називається інструментальний епізод дестану. Серед відомих виконавців інструментальної музики і мукамів — А. Гунибеков, Ч. Тачмамедов, Я. Нургельдиєв (дутар), А. Авлієв, А. Джульгаєв (гиджак), С. Мамієв (електродутар), Б. Машаков (тюйдук).

## Музика Туркменістану в часи російського панування
Перші нотні записи туркмен. нар. мелодій зроблені на початку 19 століття російськими музикантами; вони опубліковані в «Азійському музичному журналі» (Астрахань, 1816—1818). Там же дані описи дутара і тюйдука. У 1832—1833 запис туркменських народних пісень виконав О. А. Аляб'єва від ставропольських туркменів.
Вивчення туркменської музики росіянами активізується після входження Туркменістану до складу Російської імперії у 1880-ті роки. Були здійснені перші спроби запису туркменської музики на фонограф. У Туркменістані починають гастролювати музично-театральні трупи з Росії.
Зі встановленням радянської влади (1920-ті роки) розвитком туркменського мистецтва активно займаються представники інших союзних республік. Так, за результатами етнографічної експедиції В. А. Успенський написав фундаментальну роботу «Туркменська музика». Використовуючи записи Успенського, композитори С. М. Василенко, А. Ф. Зноско-Боровський, М. П. Іванов-Радкевич, М. М. Іпполітов-Іванов, Г. І. Літинський, Г. Г. Лобачов, А. У . Мосолов, М. А. Осокін, Б. С. Шехтер і інші створили симфонічні, хорові і камерні твори на туркменські теми. Під орудою композитора і диригента Г. М. Аракелян засновані перші в республіці симфонічний оркестр (1929) і хор (1934). У 1929 в Ашхабаді почав працювати мистецький технікум з музичними і драматичними відділеннями (з 1935), відкрилося туркменське відділення при Московській консерваторії. У 1941 відкрито Туркменський театр опери і балету.
В 1940-і роки були створені перші опери і балети на туркменські сюжети, серед авторів творів з'являються і перші туркменські композиторів — Д. Овезов, А. Кулієв, В. Мухатов (автор Держ. гімну туркмени. РСР, 1946). В 1960-ті роки виступає нове покоління композиторів, які прагнуть до розширення кола виражальних засобів. Серед виробн. цих авторів виділяються «Текінські фрески» для симфонічного оркестру Ч. Нуримова (1969), симфонія А. Агаджікова (1969), ораторія Р. Аллаярова (на сл. Р. Тагора, 1972) та інші.

## Сучасність
Станом на 1980 рік в Туркменістані функціонували:
- Туркменський театр опери і балету ім. Махтумкулі,
- Музично-драматичні театри (1938, Ташауз; 1979, Чарджоу),
- Філармонії в Ашгабаді (1938), Мари і Чарджоу;
- ансамбль народних інструментів,
- хор і естрадний оркестр при Держкомітеті з телебачення і радіомовлення;
- Спілка композиторів (1939);
- Педагогічний інститут мистецтв (1972, Ашхабад),
- Музичні училища ім. Д. Овезова (1929, Ашхабад), в Чарджоу (1975), Мари (1978),
- 41 муз. школа.